# Berichtswesen
Das Berichtswesen (englisch Reporting) umfasst alle Einrichtungen, Mittel und Maßnahmen eines Unternehmens oder einer Behörde zur Erarbeitung, Weiterleitung, Verarbeitung und Speicherung von Informationen über einen Betrieb und seine Umwelt in Form von Berichten. Dies wird beispielsweise auch im Rahmen von Insolvenzverfahren zur Abwicklung oder Fortführung eines Unternehmens verwendet.

## Allgemeines
Berichte sind für eine vorgegebene Zielsetzung zusammengefasste Informationen. Früher wurde unter Berichten, zum Teil auch Listen genannt, Auswertungen in gedruckter Form auf Papier verstanden. Heutzutage sind Berichte nicht mehr an dieses Medium gebunden: Sie können in Papier- und in elektronischer Form erstellt und zum Beispiel mittels Bildschirm genutzt werden.
Ein Berichtssystem bezeichnet die dem Betrieb angepasste Struktur aller Berichte. Die Organisationseinheit, die sich mit der Aufbereitung der Unternehmensdaten insbesondere des Rechnungswesens befasst, wird häufig „Berichtswesen“ genannt.

## Zweck
Berichte unterstützen auf allen Ebenen die strategische und operative Unternehmensführung: Vom Top-Management über die Leitung der Unternehmensbereiche bis hin zu den einzelnen operativen Organisationseinheiten. Sie unterstützen die Zusammenarbeit mit Kunden und Geschäftspartnern, indem sie die wirtschaftlichen Grundlagen der Zusammenarbeit transparent machen. Sie dienen als Information für die Anteilseigner, indem sie das bisher Erreichte und auch die Aussichten auf Wertsteigerung in der Zukunft darstellen (z. B. im Value Reporting).
In Unternehmen mittlerer Größe und in Großunternehmen wird das zentrale Berichtswesen meist vom Controlling organisiert. Es dient auch der Wahrnehmung gesetzlicher Meldepflichten, bei Kreditinstituten des Meldewesens.

## Begriffe im Berichtswesen

### Objekte, Merkmale und Wertgrößen
Objekte des Berichtswesens sind
- die Kunden des Unternehmens, sowohl in der Einzelbetrachtung als auch in der Zusammenfassung nach Gruppen oder Märkten;
- die Produkte und Dienstleistungen des Unternehmens, sowohl einzeln betrachtet als auch zusammengefasst nach marktspezifischen oder nach inhaltlichen Gemeinsamkeiten;
- das Unternehmen selbst mit seiner organisatorischen Untergliederung in Bereiche und kleinere Einheiten;
- die zeitliche Sicht mit Einheiten wie Jahr, Monat, aufgelaufene Monate im laufenden Jahr, bis hinunter zur Kalenderwoche und zum einzelnen Stichtag.

Jedes Objekt, aber auch jede Transaktion im Unternehmen, weist eine Reihe von Merkmalen auf. Beispielsweise kann ein Kunde die Merkmale Vertriebsgebiet oder Kundengruppe haben. Ein Produkt hat Merkmale wie Produkttyp oder Produktgruppe.
Die spezifische Ausprägung dieser Merkmale ist von den Bedürfnissen des Unternehmens abhängig. Ein Lebensmittelhändler könnte beispielsweise nach den Produkttypen Obst und Gemüse, Molkereiprodukte, Nährmittel, Fleisch, Käse, Getränke, Süßigkeiten und anderen unterscheiden.
Eine Transaktion ist einem Kunden und einem Produkt zugeordnet, hat aber auch eigene Merkmale wie beispielsweise Lieferweg, Vertriebsweg, oder die Marketingaktion, durch die sie zustande kam.
Das Berichtswesen ordnet den Objekten Wertgrößen zu und präsentiert diese in angemessener Darstellung. Solche Wertgrößen sind beispielsweise Umsatz, Herstell- oder Einkaufskosten oder Lagerbestand. Durch die Zuordnung entstehen Aussagen wie Umsatz pro Kunde oder Absatzmenge pro Produkt.
Durch die Verknüpfung von Werten untereinander entstehen weitere Aussagen wie Stückkosten, Lagerumschlag und vieles mehr.

### Gruppierung und Verdichtung
Über die Merkmale und die hierarchische Gliederung von Objekten gewinnt man die Möglichkeit, Berichte zu sortieren, zu gruppieren und zu verdichten. Man kann beispielsweise den Gesamtumsatz pro Vertriebsregion bilden und die einzelnen Kunden innerhalb dieser Region ausblenden.

### Einbeziehung der Planung
Das Berichtswesen gewinnt eine weitere Dimension durch die Einbeziehung von Planwerten. Dadurch gewinnt man Aussagen beispielsweise über den Planumsatz je Marktsegment oder die geplanten Gemeinkosten für eine bestimmte Unternehmenseinheit.

## Anforderungen an ein modernes Berichtswesen

### Wahrheit und Klarheit
Die Berichte müssen begrifflich klar und inhaltlich korrekt sein. Sie müssen in ihrem Detaillierungsgrad, ihrem Inhalt und ihrer Aufbereitung dem jeweiligen Nutzerkreis und Verwendungszweck angemessen sein. Im Bericht dürfen keine subjektiven Wertungen enthalten sein.

### Sicherheit
Ein Berechtigungskonzept muss Rechte und Sperrungen von Benutzergruppen vorsehen:
- Auf funktionaler Ebene: Bestimmte Funktionen und Bildschirmfenster können benutzt oder nicht benutzt werden. Ändern ist für bestimmte Benutzer zu ermöglichen, für andere zu vereiteln.
- Auf Datenebene: Bestimmte Informationen können nur von bestimmten Benutzergruppen gesehen oder geändert werden.

Die Sicherheit vertraulicher Daten muss gewährleistet werden.
Das System muss den gesetzlichen Bestimmungen genügen. Dazu gehören insbesondere das Bundesdatenschutzgesetz und die Bestimmungen zur ordnungsgemäßen Buchführung und ordnungsgemäßen Datenverarbeitung.

### Verbindlichkeit der Nomenklatur
Dem Berichtswesen muss eine einheitliche, verbindliche Nomenklatur zu Grunde liegen: Gleiche Begriffe sind gleich zu benennen, auch wenn sie an unterschiedlicher Stelle auftauchen. Unterschiedliche Begriffe sind unterschiedlich zu benennen.
Ein einheitliches Glossar festzulegen ist eine organisatorische Aufgabe beim Aufbau des Berichtswesens.

### Verbindliche Standardberichte versus Flexibilität
Das Berichtswesen sollte einen festen Katalog von Standardberichten mit festem Aufbau vorsehen, die zu festen Zeitpunkten abgerufen und einem festen Verteilerkreis zugänglich gemacht werden können.
Neben den festen Standardberichten soll jeder Anwender die Möglichkeit haben, sich Berichte selbst zusammenzustellen, um aktuelle, neue Fragestellungen beantworten zu können.
Der Anwender sollte:
- Objekte, Merkmale und Werte im Rahmen der sinnvollen Kombinationen frei zusammenstellen können;
- Verdichtungen und Gruppierungen frei wählen können, Verfeinerungen auf der jeweils nächsttieferen Ebene ein- und ausblenden können, vom Groben zum Feinen herabsteigen können (Drill-Down).

Auch die Standardberichte müssen so konfiguriert werden können, dass das Unternehmen zu Beginn, beim Einrichten des Berichtswesens, frei in der Auswahl der Werte und Merkmale ist.

### Integration
Die Daten aus allen Unternehmensbereichen sollen im Berichtswesen zusammengefasst und aggregiert werden, so dass eine Gesamtsicht des Kunden, des Produkts, des Unternehmens und seiner organisatorischen Einheiten dargestellt werden kann. Bei umfangreichen Informationen aus den verschiedensten Bereichen kann die Einführung eines Informations- oder Dokumentmanagementsystem notwendig werden. Zumindest ist eine EDV-Lösung sinnvoll: ERP-System, Warenwirtschaftssystem usw.

### Data Warehouses
Die Bemühungen um Flexibilität und Integration führten seit den 1980er Jahren zur Entwicklung von Data-Warehouses.